# Nokia 103
El Nokia 103 es un teléfono móvil. Fue lanzado a la venta en abril de 2012. Es un teléfono básico. Como característica adicional, este teléfono tiene una linterna incorporada.

## Características
| Característica       | Especificación |
| -------------------- | --- |
| Frecuencia           | Red GSM: 900 MHz, 1800 MHz Velocidad máxima de datos GSM DL: EGPRS 236,8 kbit/s Velocidad máxima de datos GSM UL: EGPRS 59,2 kbit/s Nota: no se admiten datos móviles.                  |
| Mostrar              | Tamaño de la pantalla: 1,4" Resolución de pantalla: 96 x 68 Colores de pantalla: Monocromo (1 bit/2) Tecnología de pantalla: LCD Altura de pantalla: 68,0 mm Ancho de pantalla: 96,0 mm |
| Interfaz de usuario  | Interfaz de usuario de la serie 30 |
| Multimedia           | Radio FM estéreo, |
| registro de llamadas | Sí |
| Funciones de memoria | RAM: 384kB |
| Mensajería           | Solo mensajes de texto. Multimedia (MMS) no disponible |
| Timbres musicales    | Tonos de llamada polifónicos MIDI de 64 acordes/voces |
| Funciones de voz     | Códecs de voz: GSM FR, GSM HR, AMR-NB, AMR-WB |
| Batería              | Batería estándar, Li-Ion 800mAh (BL-5CB), Voltaje: 3,7 V en espera hasta 30 días, tiempo de conversación hasta 12,8 h                                                                   |
| Conectores           | Conectores de carga: conector de carga de 2,0 mm Conectores AV: conector Nokia AV de 3,5 mm                                                                                             |